# Xã Bowdre, Quận Douglas, Illinois
Xã Bowdre (tiếng Anh: Bowdre Township) là một xã thuộc quận Douglas, tiểu bang Illinois, Hoa Kỳ. Năm 2010, dân số của xã này là 668 người.